# Palazzo Contarini Polignac

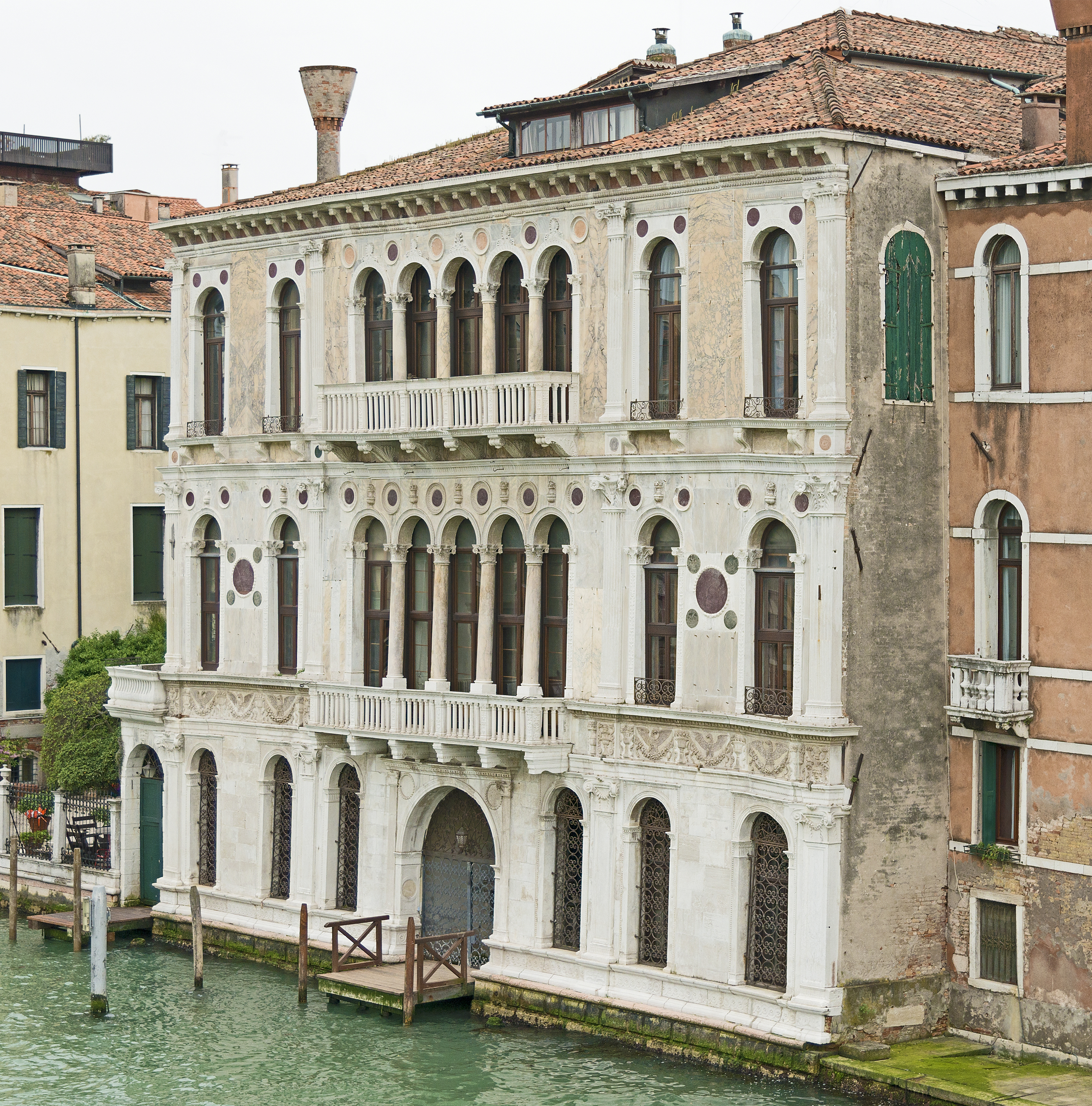
Palazzo Contarini Polignac

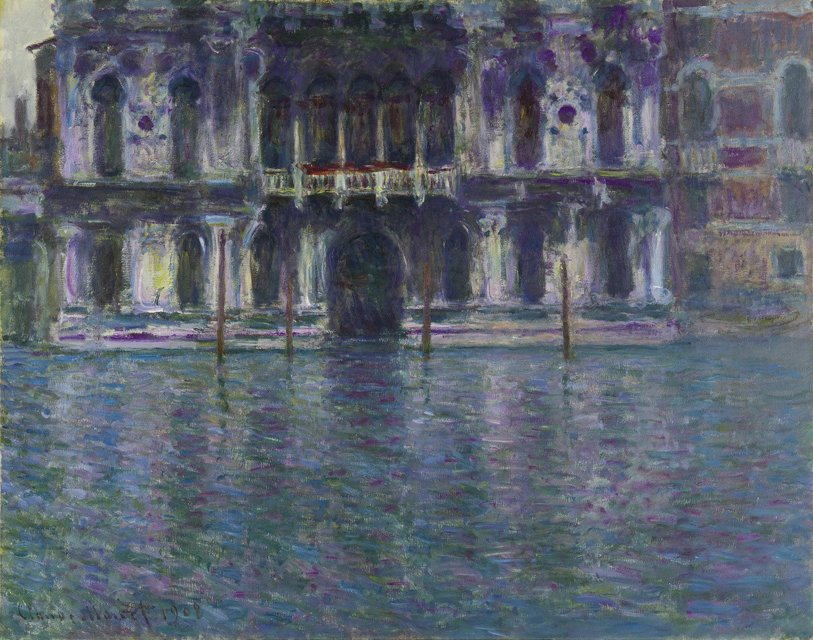
Claude Monet: Palazzo Contarini, 1908, Museum Barberini

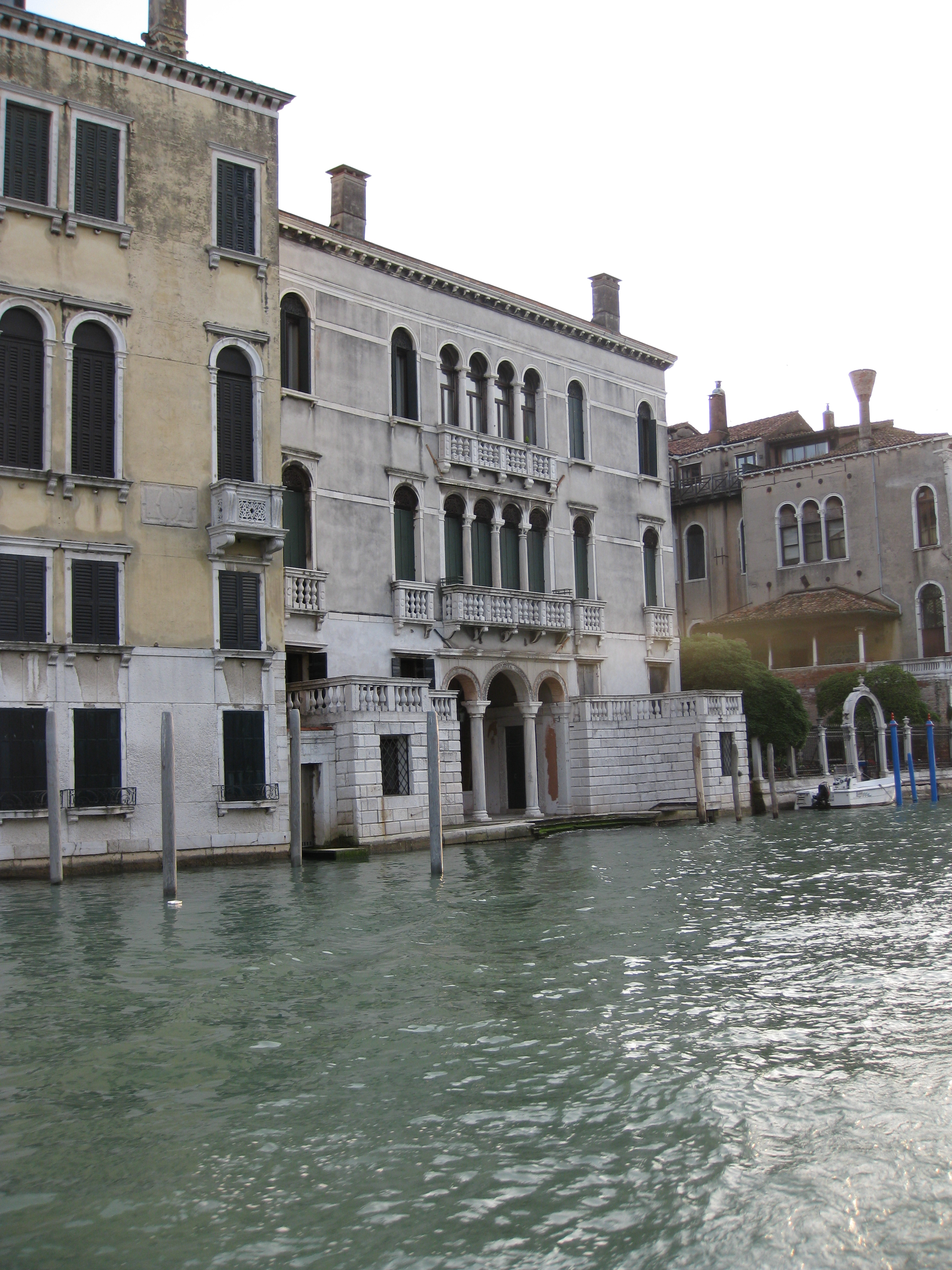
Hinter dem Garten des Palazzo Balbi-Valier Sammartini die Seitenfassade des Palazzo Contarini

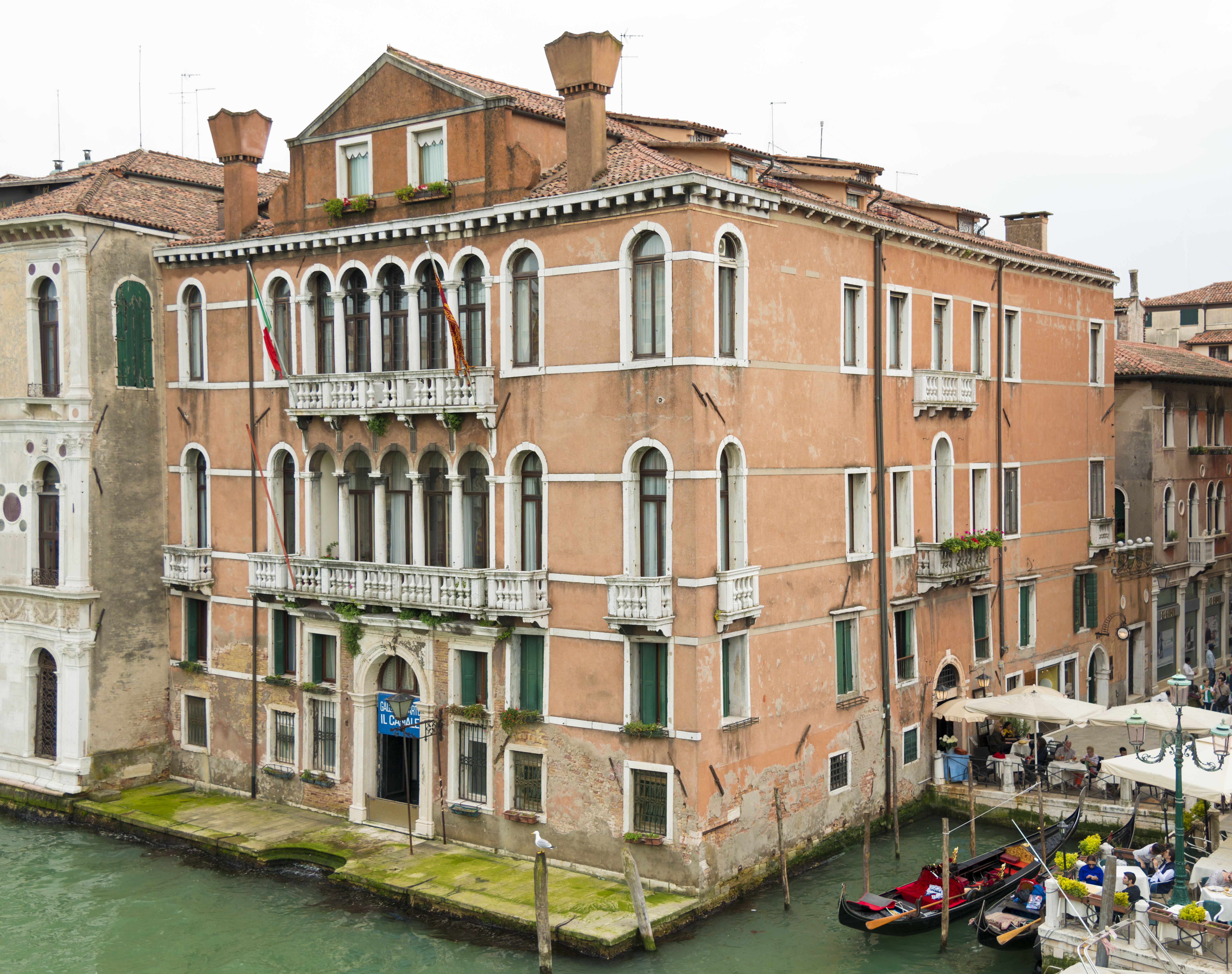
Der angrenzende Palazzo Brandolin Rota

Der Palazzo Contarini Polignac, vormals Palazzo Contarini dal Zaffo, auch Palazzo Contarini Polignac Decazes, ist ein Palazzo der Frührenaissance, der im venezianischen Sestiere Dorsoduro am Canal Grande steht. Seit 2014 unterhält Save Venice im Palazzo, Dorsoduro 870, das Rosand Library & Study Center mit derzeit (Stand: 2019) 4000 Bänden.

## Geschichte
Der Palazzo Contarini wurde gegen Ende des 15. Jahrhunderts möglicherweise für einen Juristen der Universität Padua erbaut, doch weiß man über die Anfangsgeschichte und die frühen Besitzer nichts Genaues.
Um 1550 wurde der Palazzo von einem Mitglied der Familie Contarini dal Zaffo erworben, die als Familie, die insgesamt acht Mal den Dogen von Venedig stellte, mehreren Palästen in Venedig ihren Namen gab. Dieser Palast blieb bis 1783 in ihrem Besitz, als er an die aus Bergamo stammenden Kaufleute Manzoni veräußert wurde. Nach weiterem Besitzwechsel an die Familie Angaran wurde das Gebäude im Jahre 1900 von Winnaretta Singer, Millionärserbin und Princesse de Polignac, erworben, deren Ehemann, der Komponist Edmond de Polignac, im Folgejahr starb. Das Haus wurde an ihre Nichten Decazes vererbt, der Palast ist noch heute im Besitz der Familie.
Singer ließ die Innenräume renovieren, Möbel und Einrichtungsgegenstände aus dem Palazzo Labia ersteigern und Domenico Tiepolos Fresken aus dem Palazzo Correr a Santa Fosca, die auf Leinwand übertragen wurden, anbringen. Sie zeigen „Das Opfer der Iphigenie“ und einen römischen Offizier, der sich an seine Soldaten wendet. Aus Paris ließ sie einen Erard-Flügel kommen. In der Ära Singer wurde der Palazzo Schauplatz musikalischer Soireen, bei denen unter anderen Arthur Rubinstein, Ignacy Jan Paderewski, Fritz Kreisler, Reynaldo Hahn und Vladimir Horowitz musizierten und die Sänger Enrico Caruso, Nellie Melba und Luisa Tetrazzini auftraten. Während eines von Singer geförderten Aufenthaltes im Sommer 1932 brachte Francis Poulenc das italienische Konzert für zwei Klaviere in Venedig zur Uraufführung. Im Jahr 1908 malte Claude Monet von einer Gondel aus zwei Versionen der Palastfassade. Diese Gemälde des Palazzo Contarini befinden sich in der Sammlung Hasso Plattner im Museum Barberini in Potsdam und im Kunstmuseum St. Gallen. Während seiner Venedigreise wohnte Monet teilweise im gegenüberliegenden Palazzo Barbaro.

## Lage und Architektur
Der Palast liegt am Canal Grande zwischen der Ponte dell’Accademia und dem Palazzo Barbarigo, gegenüber dem Palazzo Franchetti. Die direkten Nachbarn sind der Palazzo Brandolin Rota und der Palazzo Balbi-Valier Sammartini.
Es handelt sich um einen der bedeutenden Palazzi der venezianischen Frührenaissance. Als mögliche Architekten werden alternativ Mauro Codussi und Giovanni Buora genannt, generell wird bei den Palazzi dieser Zeit allerdings festgestellt, dass es keine durch Dokumente belegten Zuschreibungen gibt. Architektonisch stellt er ein Bindeglied zwischen dem dekorativen Stil der Bildhauerfamilie Pietro Lombardo und dem Renaissance-Baumeister Mauro Codussi dar.
Jeweils zwei schlanke, mit einem Rundbogen nach oben abgeschlossene Fenster geben den hinter der Fassade liegenden Wohn- und Arbeitsräumen Licht. Insbesondere die Festons des Frieses zwischen Wassergeschoss und dem Piano nobile sind von hoher Qualität. Spuren einer ursprünglichen Vergoldung sind in geringem Umfange erhalten geblieben. Die Fassade des Wassergeschosses ist im Vergleich zu früher gebauten Gebäuden stark durchbrochen und zitiert die Rundbogenfenster der beiden Hauptgeschosse. Die Befensterung der linken zum Garten des Palazzo Balbi angrenzenden Seite ist nicht einheitlich, dort befindet sich auch ein einfaches Triforium.